# مائورو رافائل دا سیلوا
مائورو رافائل دا سیلوا (به پرتغالی: Mauro Rafael da Silva) مهاجم اهل برزیل است که در شهر Sapucaia do Sul و در تاریخ ۲۰ مهٔ ۱۹۸۴ به دنیا آمده‌است.
مائورو رافائل دا سیلوا در تیم‌های فوتبال RS Futebol Clube سابقهٔ حضور دارد.